# 程順則
程順則（琉球語：／  ?；1663年11月27日—1735年1月1日）是琉球國第二尚氏王朝時期的儒學學者。和名名護親方寵文（琉球語：／ ），童名思武太，號念菴，著書時也常以雪堂自號。他從中國帶回儒學書籍《六諭衍義》並在琉球普及，建設明倫堂以教育琉球的士族子弟。他還效仿中國的官制，制定了琉球的官制。由於他為儒學在琉球的推動，甚至在日本江戶幕府的推動作出了巨大貢獻，被沖繩學學者伊波普猷列為琉球五偉人之一，稱名護聖人（琉球語：／ ），至今仍受琉球人的尊崇。

## 早年生涯
程順則於康熙二年癸卯十月二十八日亥時出生在久米村程氏家中。根據《程氏家譜》記載，程氏名護家的元祖是三山時代中山王國的攝政程復，來自中國福建，為河南夫子的後代。後來缺乏嗣子，程氏逐漸衰亡。
程順則的先祖本姓虞，是琉球唐手家虞建極（京阿波根親雲上實基）的後代。由於尚賢王不忍心讓程氏絕後，命虞建極的五世孫虞秉憲（外間筑登之實房）入嗣程氏，改名程秉憲。
程順則之父程泰祚（古波藏親雲上景陽）是程秉憲的次子。程泰祚精通儒學，曾任琉球國的都通事一職，曾兩度赴中國朝貢。程泰祚還於1671年同金正華（赤嶺親雲上）在泉崎村建立琉球歷史上的第一座孔廟（稱至聖廟）。
受其父的影響，程順則自幼及表現出了對儒學的濃厚興趣。根據鄭章觀（屋富祖親方）的說法，程順則「自幼即端重不類群兒，秉性仁孝……敦孝悌以重人倫，篤宗教而和鄉黨。」經過自己的努力，程順則於康熙十三年（1674年）成為若秀才，康熙十五年（1676年）元服那年成為秀才，並拜當時琉球儒學大師鄭弘良（大嶺親雲上）為師。次年，程順則繼承了父親家督的位置以及真和志間切古波藏地頭一職。

## 赴福州學習
1683年，程順則奉攝政向象賢之命，跟隨紫金大夫王明佐（國場親方）率領的謝恩使團前往清朝，從福州到達北京。當謝恩使團回到福州時，程順則留在福州的柔遠驛，結交大批文人雅士，拜師學習儒學。程順則拜儒者竺天植為師，潛心研修儒學。在竺天植處，程順則看到了由范鋐所寫的《六諭衍義》。該書對明太祖的《六諭》進行了詳細的講解，宣導國民修身齊家，孝敬父母，尊敬長上、和睦鄉里、教訓子孫、各安生理和毋作非為。由於該書簡明易懂，程順則被深深吸引住了。程順則留閩四年，學成歸國。
康熙26年（1687年），因一隻蘇州商船漂至勝連間切的濱島，程順則隨正議大夫鄭弘良、長史王可法（國場親雲上）前往該島，將船拖至玉城間切澳武島修理。在此期間，由於程順則對儒學的理解十分透徹，得到了尚貞王的器重，成為專門講解儒學內容和理性的講解師。
康熙28年（1689年），程順則被任命為接貢存留通事（迎接進貢船的現地翻譯官），隨都通事毛文善（奧間親雲上）再次前往清朝。在福州，程順則拜儒者陳元輔為師學習儒學。在此次滯留福州的三年期間，他花費了二十五金，購得了十七史共1592卷，歸國之後全部捐獻給了孔廟。
1691年，程順則將康熙帝的御書「中山世土」進行摹寫，製成御筆匾額，懸於首里城正殿。同年再次出任王府的講解師。1696年，程順則以進貢北京大通事的身份，隨耳目官毛天相（池城親雲上安倚）、正議大夫鄭弘良前往清朝朝貢。回到福州時，程順則將自己所寫的八十餘篇漢詩編成詩集《雪堂燕遊草》並出版刊行。該詩集成為琉球漢詩的代表，後來傳入日本薩摩藩，僧人畫家木村探元將每首詩都配上一幅畫，稱《雪堂燕遊草圖》。

## 制定琉球官制和禮儀
從1703年起，程順則同紫金大夫蔡鐸（志多伯親方天將）、正議大夫蔡應瑞（大田親雲上獻臣），依照琉球語的漢字發音，對琉球位階的名字進行漢字表記，同時重修官制，於1706年寫成《中山王府官制》呈獻給尚貞王。至此，琉球的九品十八階制度基本形成。同時，三人也對《歷代寶案》進行了整理和考證。
程順則還參照中國的禮儀制度，改琉球冬至朝賀國王的時間為元旦。他還對朝賀國王的禮儀進行改進，於「殿下中道設香案」，「百官分左右翼，各照品級排立」，「於墀下左右設五方之旗，設彩旗于殿下左右」，「陳設儀仗，鳴金鼓，奏漢樂」，「王先拜北天，後升殿受賀」。這一改進使得琉球的朝賀同清朝的朝賀一樣壯觀。
程順則的才能受到了琉球王府的讚賞。1704年，程順則成為王世子尚純、王世孫尚益的侍講，「每朝侍講《四書》，夕講《唐詩》」。尚純甚至留宿他於中城御殿（琉球的東宮）之中。程順則擔任侍講20個月，以後兩御殿每年賜歲暮儀物，尚貞王賜御花玉貫以示嘉獎。

## 《六諭衍義》和《指南廣義》
1706年，程順則以正議大夫的身份，隨耳目官馬元勳（宮平親雲上良康）赴清朝北京朝貢。1708年，琉球使團回到福州，準備歸國。在福州逗留期間，程順則出資六十金，將《六諭衍義》和《指南廣義》各刻了一部，帶回國中。他還重金購買了朱子真跡一冊，歸國獻給尚益王。
《六諭衍義》是由中國學者范鋐所作的一部儒學普及書籍，對明太祖的《六諭》進行了詳細的講解，宣導國民修身齊家，孝敬父母，尊敬長上、和睦鄉里、教訓子孫、各安生理和毋作非為。該書對琉球儒學影響甚大，1732年，琉球三司官蔡溫參照《六諭衍義》，編成了琉球的教科書《御教條》。
《指南廣義》則是一部航海著作，為程順則所作。程順則參照了久米村所傳的清朝冊封使汪輯船隊舵手的航海書籍，結合歷屆冊封使、進貢船舵手的實際經驗，並參照了大量天文、氣象、地理典籍，編成了該書。該書記載了地理、天文、氣象等大量重要資料，成為後來琉球航海人員的必備指南。
康熙四十九年（1710年），程順則成為了尚益王的侍講，講解《春秋》和《貞觀政要》。

## 上江戶
1714年，程順則以江戶慶賀掌翰史的身份，隨尚監（與那城王子朝直）、尚永泰（金武王子朝祐）上江戶，慶賀德川家繼成為幕府將軍。中途來到薩摩藩的鹿兒島城，拜見藩主島津吉貴，向藩主進獻《六諭衍義》。由於程順則才氣聞名於日本，島津吉貴十分讚賞他，十分隆重的接待了他。由於島津吉貴將要前往江戶進行參勤交代，琉球的上江戶使者亦隨同前往。
程順則滯留江戶期間，拜訪了大量日本儒學政要，包括新井白石、荻生徂徠、太宰春台等人，並結為朋友。在拜訪之後，這些日本儒者對琉球產生了濃厚的興趣。新井白石於1719年開始研究琉球歷史和民俗，寫下了《南島志》；太宰春台則對琉球與薩摩藩之間的微妙關係進行研究。
程順則在日本受到不少公卿的禮待，包括攝政近衛家熙、曼殊宮良應法親王、大納言德大寺公全等人。回到鹿兒島城之後，島津吉貴請程順則觀賞木村探元所繪的《雪堂燕遊草圖》，並在上面題字。上江戶使者將回國時，島津吉貴又極力挽留他。
程順則所進獻的《六諭衍義》，則被島津吉貴獻給了幕府將軍。後來德川吉宗命令室鳩巢將其翻譯成日本語，作為寺子屋的教科書，在日本廣為流傳。

## 創建明倫堂
當時琉球雖然推崇儒學，但都是各士族家庭單獨進行教育，沒有一個真正的公共教育機構。冊封使汪楫、林麟焻在至聖廟的廟記中提出先生在孔廟進行傳授知識的想法。因此，程順則於1718年向尚敬王提議，在至聖廟中建立了公共教育機構明倫堂。明倫堂是琉球最早的公共教育機關，以官話為授課語言，講解經書的內容以及詩文、表奏文、外交文書的起草方法。相對的，在上天妃宮則設立北京官話的教育機構，教授素讀。明倫堂的創立，為琉球的儒學教育奠定了基礎。

## 改正度量衡
當時琉球的度量衡與中國不同，琉球的一石約為中國的二石多。1719年，清朝冊封使海寶、徐葆光的船隊來到琉球，冊封尚敬為王。琉球王府同冊封使團進行貿易時，由於琉球官員使用琉球的度量衡使得冊封使團隨從人員不滿，程順則奏請尚敬王，將國內的度量衡與中國度量衡相統一，以免在冊封貿易時引來不必要的麻煩。
1720年，程順則隨法司王舅向龍翼（富盛親方朝章）前往清朝朝貢。在途經江南的時候，程順則偶然看到了清朝康熙帝所編的《皇清詩選》。《皇清詩選》收錄了清朝著名公卿、學者、鴻儒的詩作，以及朝鮮、安南、琉球的優秀詩作。在琉球的詩作中，包括了王世子尚純、攝政尚弘毅（大里王子朝亮）以及法司以下眾多琉球官員的詩作。見到大量琉球人的詩作被收錄到清朝的詩集中，程順則大為高興，立即自費購得《皇清詩選》數十部，每部三十卷。回國後，獻給王府內書院一部、聖廟一部、評定所一部，其餘皆贈送給師友。

## 作品
程順則除編修過有關政治制度的文書外，還有若干史地作品、文學作品。其中不少被收錄到《程氏家譜》之中。
- 琉球國境的地圖：據徐葆光《中山傳信錄》載：「王命紫金太夫程順則爲圖，徑丈有奇，東西南北方位略定。」雖然程順則所繪的圖，未詳路程、土產、建制等方面的資料，但徐葆光也據此為基礎著書。[12]
- 那霸北砲臺堤中、臨海寺門外重修臨海橋舊碑碑文：為介紹該處舊堤及臨海橋的歷史的碑文。[13]
- 久米村聖廟櫺星門內庭中石碑碑文：為介紹琉球人在該處建廟供奉孔子的碑文。[14]
- 《廟學紀略》一卷：為詳細介紹儒家傳入琉球後「建廟興學顛末，並講解、訓詁師姓名」的書籍。[15][16]
- 《雪堂燕游草》一卷：為程順則的漢文詩集。[17][16]

- 《雪堂紀榮詩》一卷。[16]
- 《雪棠雜組》一卷。[16]
- 《琉球國創建關帝廟記》一卷。[16]

## 後世的評價與尊崇

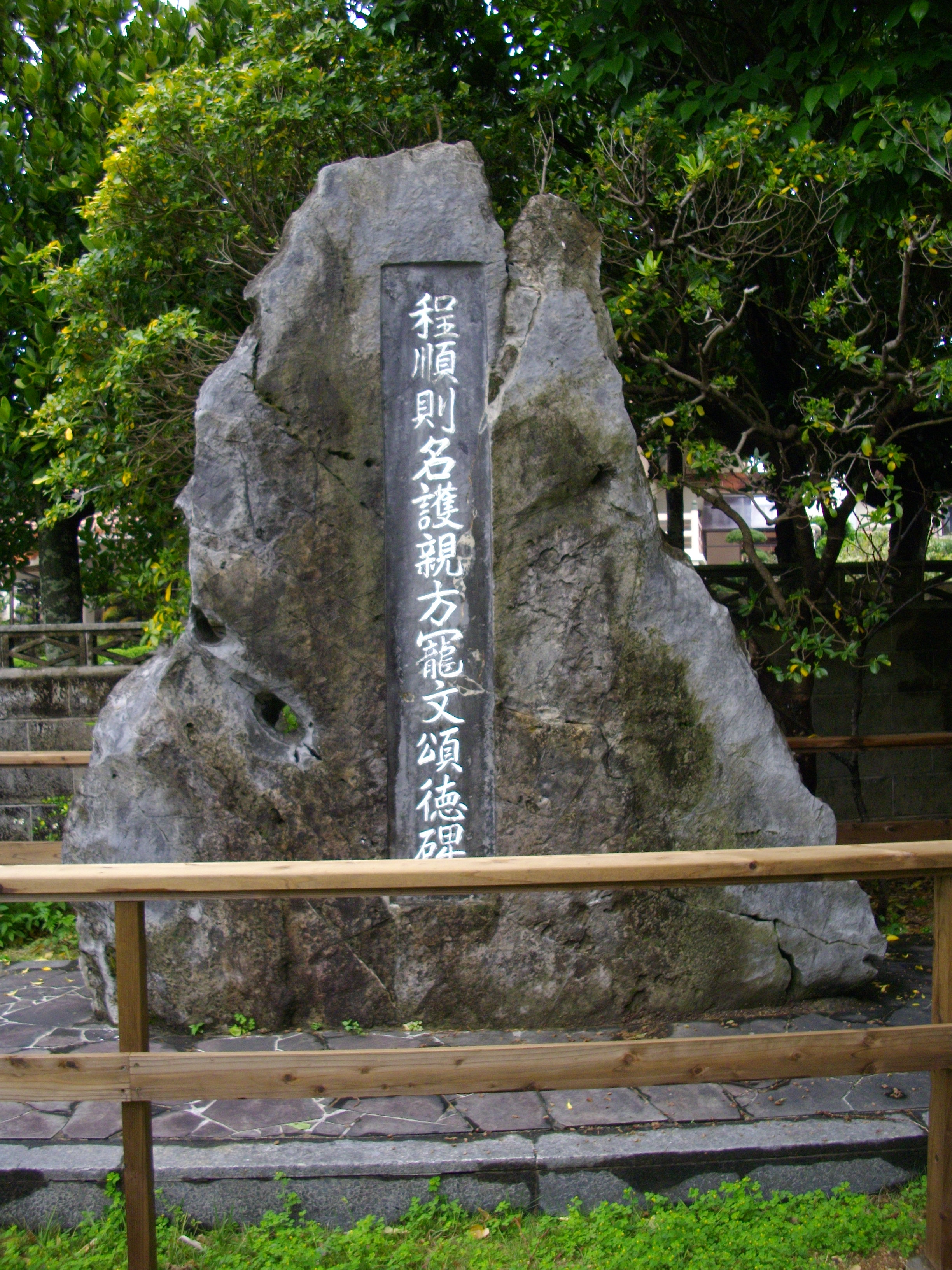
程順則的頌德碑，在今沖繩那霸市的至聖廟裏

- 向廷翼（喜舍場朝賢）在《東汀隨筆》中寫道：「前輩宿孺，名彰後世，為人傳誦不置者，惟唐榮程公、蔡公二人而已。二人各有所長，程公以德性，蔡公以才略。」[18]
- 《中山傳信錄》的作者徐葆光評價程順則：「勸學勵志，言行交修，位紫金大夫，愛民潔己，不營寵利。年七十餘，卒之日，書籍外無餘貲，國人至今猶爭道之。」[19]
- 冊封副使林麟焻評價到：「觀程子之詩，知其為人，洵不愧彼所謂豪傑之士矣。」[2]
- 因程順則創立明倫堂，從中國帶回《六諭衍義》並在琉球和日本流傳，為琉球第二尚氏王朝和日本江戶時代的儒學普及作出傑出的貢獻，程順則同麻平衡、向象賢、蔡溫、向有恆，被沖繩學學者伊波普猷並稱為琉球五偉人之一。[20]程順則至今仍受琉球人尊崇，在那霸市的至聖廟中有程順則的顯彰碑。